# ۶۱۷۴ پلیبیوس
سیارک ۶۱۷۴ (به انگلیسی: 6174 Polybius، نامگذاری:1983TR2) شش هزار و صد و هفتاد و چهارمین سیارک کشف شده‌است که در ۴ اکتبر ۱۹۸۳ کشف شد.
قدر مطلق سیارک برابر ۱۱٫۹۰ است.